# Copa Davis Juvenil 2016
La Copa Davis Juvenil de 2016 es la 32.ª edición del torneo de tenis junior masculino. Participan dieciséis equipos, agrupados en cuatro grupos de cuatro países.

## Participan
| - Alemania - Argentina - Brasil - Bulgaria | - Canadá - Chile - China - Egipto | - Estados Unidos - Hungría - India - Japón | - Marruecos - República Checa - Rusia - Suiza |

## Eliminatoria

### Grupo A
| País    | Jugados | Ganados | Perdidos | Puntos | Partidos (G-P) | Sets (G-P) | Juegos (G-P) |
| ------- | ------- | ------- | -------- | ------ | -------------- | ---------- | ------------ |
| Canadá  | 3       | 3       | 0        | 3      | 7-2            | 16-5       | 118-71       |
| Hungría | 3       | 2       | 1        | 2      | 7-2            | 14-6       | 96-75        |
| India   | 3       | 1       | 2        | 1      | 4-5            | 9-13       | 95-106       |
| Chile   | 3       | 0       | 3        | 0      | 0-9            | 3-18       | 67-124       |

### Grupo B
| País            | Jugados | Ganados | Perdidos | Puntos | Partidos (G-P) | Sets (G-P) | Juegos (G-P) |
| --------------- | ------- | ------- | -------- | ------ | -------------- | ---------- | ------------ |
| Estados Unidos  | 3       | 3       | 0        | 3      | 6-3            | 13-9       | 103-98       |
| República Checa | 3       | 2       | 1        | 2      | 5-4            | 12-10      | 93-90        |
| Suiza           | 3       | 1       | 2        | 1      | 4-5            | 10-13      | 108-117      |
| Brasil          | 3       | 0       | 3        | 0      | 3-6            | 10-13      | 106-105      |

### Grupo C
| País      | Jugados | Ganados | Perdidos | Puntos | Partidos (G-P) | Sets (G-P) | Juegos (G-P) |
| --------- | ------- | ------- | -------- | ------ | -------------- | ---------- | ------------ |
| Argentina | 3       | 3       | 0        | 3      | 7-2            | 15-6       | 107-86       |
| Bulgaria  | 3       | 2       | 1        | 2      | 6-3            | 13-6       | 99-69        |
| China     | 3       | 1       | 2        | 1      | 3-6            | 8-12       | 86-88        |
| Marruecos | 3       | 0       | 3        | 0      | 1-8            | 5-17       | 68-117       |

### Grupo D
| País     | Jugados | Ganados | Perdidos | Puntos | Partidos (G-P) | Sets (G-P) | Juegos (G-P) |
| -------- | ------- | ------- | -------- | ------ | -------------- | ---------- | ------------ |
| Rusia    | 3       | 3       | 0        | 3      | 9-0            | 18-3       | 118-58       |
| Japón    | 3       | 2       | 1        | 2      | 5-4            | 12-8       | 91-62        |
| Alemania | 3       | 1       | 2        | 1      | 4-5            | 9-12       | 82-95        |
| Egipto   | 3       | 0       | 3        | 0      | 0-9            | 2-18       | 42-118       |

## Play-Off
|  | Semifinales    | Semifinales |   |                | Final        | Final |  |
|  |                |             |   |                |              |       |  |
|  |                |             |   |                |              |       |  |
|  | Canadá         | 2           |   |                |              |       |  |
|  | Estados Unidos | 1           |   |                |              |       |  |
|  |                |             |   |                |              |       |  |
|  |                |             |   |                |              |       |  |
|  |                |             |   |                | Canadá       | 1     |  |
|  |                | Rusia       | 2 |                |              |       |  |
|  |                |             |   |                |              |       |  |
|  |                |             |   |                |              |       |  |
|  |                |             |   |                | Tercer lugar |       |  |
|  |                |             |   |                |              |       |  |
|  | Argentina      | 1           |   | Estados Unidos | 1            |       |  |
|  | Rusia          | 2           |   |                | Argentina    | 2     |  |

## Puestos del 5 al 8
|  | 5° al 8°        | 5° al 8° |   |         | 5 y 6°          | 5 y 6° |  |
|  |                 |          |   |         |                 |        |  |
|  |                 |          |   |         |                 |        |  |
|  | Hungría         | 1        |   |         |                 |        |  |
|  | República Checa | 2        |   |         |                 |        |  |
|  |                 |          |   |         |                 |        |  |
|  |                 |          |   |         |                 |        |  |
|  |                 |          |   |         | República Checa | 1      |  |
|  |                 | Japón    | 2 |         |                 |        |  |
|  |                 |          |   |         |                 |        |  |
|  |                 |          |   |         |                 |        |  |
|  |                 |          |   |         | 7 y 8°          |        |  |
|  |                 |          |   |         |                 |        |  |
|  | Bulgaria        | 1        |   | Hungría | 2               |        |  |
|  | Japón           | 2        |   |         | Bulgaria        | 1      |  |

## Puestos del 9 al 12
|  | 9° al 12° | 9° al 12° |   |          | 9 y 10°  | 9 y 10° |  |
|  |           |           |   |          |          |         |  |
|  |           |           |   |          |          |         |  |
|  | China     | 2         |   |          |          |         |  |
|  | Alemania  | 1         |   |          |          |         |  |
|  |           |           |   |          |          |         |  |
|  |           |           |   |          |          |         |  |
|  |           |           |   |          | China    | 1       |  |
|  |           | Suiza     | 2 |          |          |         |  |
|  |           |           |   |          |          |         |  |
|  |           |           |   |          |          |         |  |
|  |           |           |   |          | 11 y 12° |         |  |
|  |           |           |   |          |          |         |  |
|  | India     | 1         |   | Alemania | 2        |         |  |
|  | Suiza     | 2         |   |          | India    | 0       |  |

## Puestos del 13 al 16
|  | 13° al 16° | 13° al 16° |   |       | 13 y 14° | 13 y 14° |  |
|  |            |            |   |       |          |          |  |
|  |            |            |   |       |          |          |  |
|  | Chile      | 0          |   |       |          |          |  |
|  | Brasil     | 2          |   |       |          |          |  |
|  |            |            |   |       |          |          |  |
|  |            |            |   |       |          |          |  |
|  |            |            |   |       | Brasil   | 2        |  |
|  |            | Marruecos  | 1 |       |          |          |  |
|  |            |            |   |       |          |          |  |
|  |            |            |   |       |          |          |  |
|  |            |            |   |       | 15 y 16° |          |  |
|  |            |            |   |       |          |          |  |
|  | Marruecos  | 2          |   | Chile | 2        |          |  |
|  | Egipto     | 1          |   |       | Egipto   | 0        |  |

## Resultado final
| #                 | País            |
| ----------------- | --------------- |
| Medalla de oro    | Rusia           |
| Medalla de plata  | Canadá          |
| Medalla de bronce | Argentina       |
| 4                 | Estados Unidos  |
| 5                 | Japón           |
| 6                 | República Checa |
| 7                 | Hungría         |
| 8                 | Bulgaria        |
| 9                 | Suiza           |
| 10                | China           |
| 11                | Alemania        |
| 12                | India           |
| 13                | Brasil          |
| 14                | Egipto          |
| 15                | Chile           |
| 16                | Marruecos       |